# تپه گوری علیرضاوندی
تپه گوری علیرضاوندی مربوط به دوره نوسنگی - مس و سنگ است و در شهرستان گیلانغرب، بخش گواور، دهستان گواور، ۱/۳ کیلومتری جنوب روستای علیرضاوندی واقع شده و این اثر در تاریخ ۲۷ اسفند ۱۳۸۶ با شمارهٔ ثبت ۲۲۳۹۸ به‌عنوان یکی از آثار ملی ایران به ثبت رسیده است.